# Panic (álbum de Caravan Palace)
Panic es el segundo álbum de estudio de la banda de electro swing Caravan Palace, publicado el 5 de marzo de 2012 por Wagram Música.

## Lista de canciones
| N.º | Título                         | Duración |  |
| 1.  | «Queens»                       | 4:06     |  |
| 2.  | «Maniac»                       | 4:11     |  |
| 3.  | «The Dirty Side of the Street» | 3:39     |  |
| 4.  | «12 Juin 3049»                 | 3:23     |  |
| 5.  | «Rock It for Me»               | 3:12     |  |
| 6.  | «Clash»                        | 4:13     |  |
| 7.  | «Newbop»                       | 2:51     |  |
| 8.  | «Glory of Nelly»               | 3:45     |  |
| 9.  | «Dramophone»                   | 3:24     |  |
| 10. | «Cotton Heads»                 | 3:38     |  |
| 11. | «Panic»                        | 4:05     |  |
| 12. | «Pirates»                      | 3:20     |  |
| 13. | «Beatophone»                   | 3:54     |  |
| 14. | «Sydney»                       | 3:32     |  |

Duración totalː 51ː08

### Bonus tracks a la edición estadounidense
| Panic in the USA Bonus tracks |                                    |          |  |
| N.º                           | Título                             | Duración |  |
| 15.                           | «Dramophone (Swing Flappers Edit)» | 3:33     |  |
| 16.                           | «Clash (Live in Paris)»            | 4:24     |  |
| 17.                           | «Clash (Jupiter Remix)»            | 5:02     |  |
| 18.                           | «Clash (Slash Remix by Shiny Mob)» | 3:09     |  |

Duración totalː 67ː16

## Créditos
- Hugues Payen - violín
- Arnaud Vial - guitarra
- Charles Delaporte - contrabajo
- Camille Chapelière - clarinete
- Antoine Toustou - trombón, caja de ritmos
- Aurélien - Guitarra, DJ
- Sonia Fernandez Velasco alias Zoé Colotis - vocalista

- Datos: Q7131059